# Kanton Malakoff
Kanton Malakoff is een voormalig kanton van het Franse departement Hauts-de-Seine. Kanton Malakoff maakte deel uit van het arrondissement Antony en telde 29.402 inwoners (1999).
Het werd opgeheven bij decreet van 24 februari 2014, met uitwerking in maart 2015.

## Gemeenten
Het kanton Malakoff omvatte enkel een deel van de gemeente Malakoff.